# Owen Moore

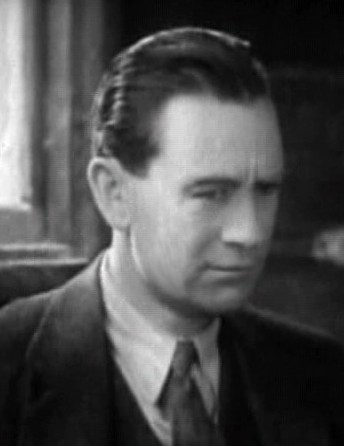
Owen Moore

Owen Moore (Fordstown Crossroads (County Meath, Ierland), 12 december 1886 - Beverly Hills (California), 9 juni 1939) was een Amerikaans acteur.
Moore werd in Ierland geboren en verhuisde later, samen met zijn broers Matt en Tom naar Amerika. Moore kreeg eind 1908 een contract bij Biograph Studios. Op 13 november dat jaar werd zijn eerste film uitgebracht.
Moore werd al gauw een ster en trouwde op 7 januari 1911 met Mary Pickford. Pickford was toen nog redelijk onbekend. Pas later zou ze haar man overschaduwen. In 1912 kreeg hij een contract bij Victor Studios en begon hij voor Florence Lawrence te werken. Dat zijn vrouw succesvoller werd dan hij maakte hem ernstig jaloers en hij ontwikkelde zo een verslaving aan alcohol. Ook mishandelde hij Pickford zowel fysiek als mentaal. De actrice verliet hem in 1920 voor Douglas Fairbanks.
Moore acteerde in films tot zijn dood in 1939. Hij stierf op een jonge leeftijd aan een hartaanval. 

## Filmografie (selectie)
- 1909: The Heart of an Outlaw
- 1909: Two Memories
- 1909: His Duty
- 1909: What Drink Did
- 1909: The Violin Maker of Cremona
- 1909: The Lonely Villa
- 1909: The Son's Return
- 1909: Her First Biscuits
- 1909: The Faded Lilies
- 1909: The Peachbasket Hat
- 1909: The Way of Man
- 1909: The Necklace
- 1909: The Cardinal's Conspiracy
- 1909: Tender Hearts
- 1909: The Slave
- 1909: A Strange Meeting
- 1909: They Would Elope
- 1909: His Wife's Visitor
- 1909: The Indian Runner's Romance
- 1909: The Seventh Day
- 1909: The Sealed Room
- 1909: The Little Darling
- 1909: The Hessian Renegades
- 1909: The Children's Friend
- 1909: The Broken Locket
- 1909: In Old Kentucky
- 1909: The Awakening
- 1909: His Lost Love

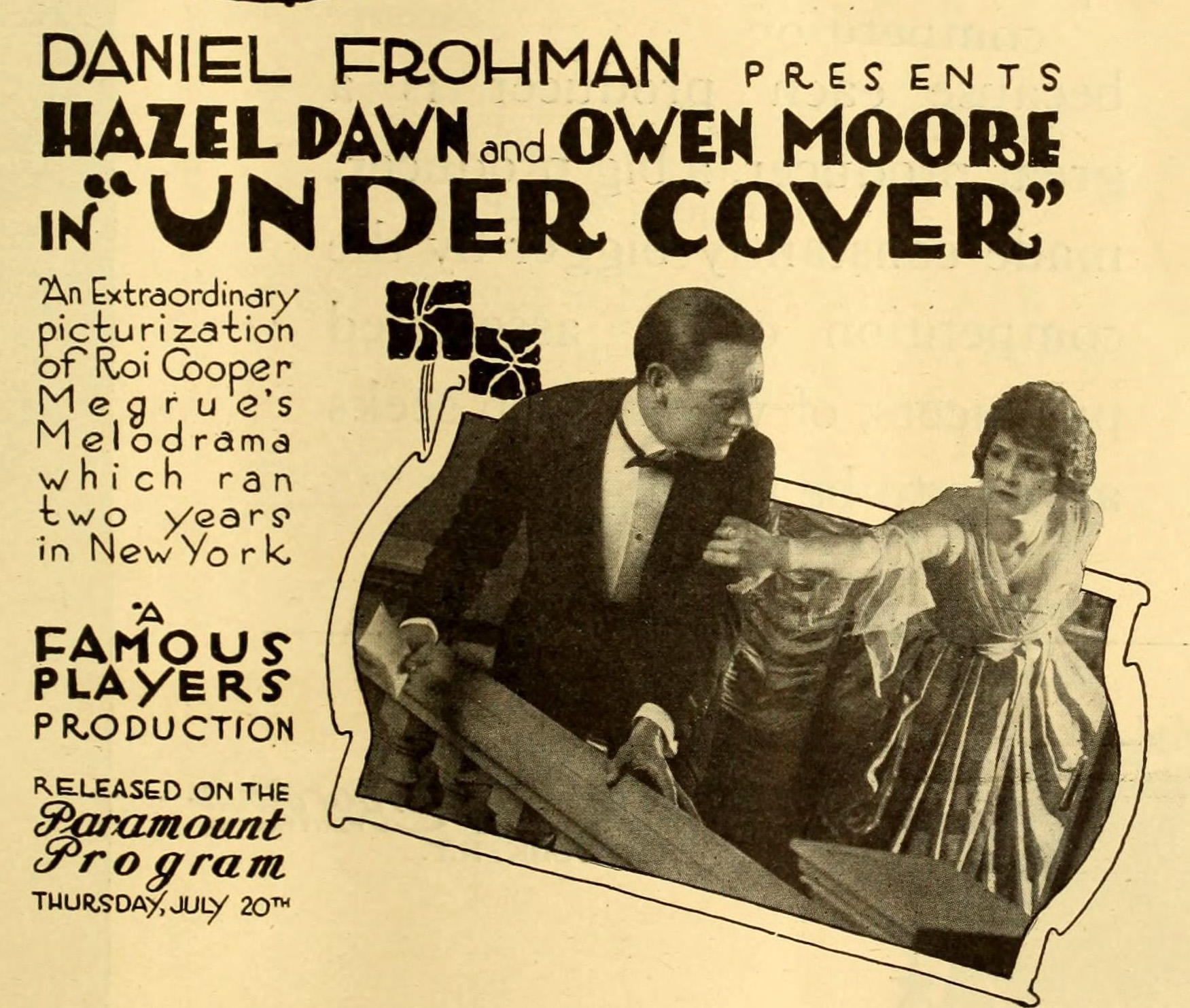
Under Cover (1916)

- 1909: Lines of White on a Sullen Sea
- 1909: The Restoration
- 1909: The Light That Came
- 1909: A Sweet Revenge
- 1909: The Mountaineer's Honor
- 1909: The Trick That Failed
- 1909: A Corner in Wheat
- 1909: In Little Italy
- 1909: To Save Her Soul

- Biblioteca Nacional de España: XX5147713
- Bibliothèque nationale de France: cb146922119 (data)
- Catàleg d'autoritats de noms i títols de Catalunya: 981058514902706706
- Gemeinsame Normdatei: 1015529798
- International Standard Name Identifier: 0000 0000 4350 9828
- Library of Congress Control Number: no89006646
- SNAC: w6sg76hn
- Système universitaire de documentation: 077931777
- Virtual International Authority File: 34012469
- WorldCat: E39PBJjXfvYJKJwm4TRJ7v46rq